# Atractodes intersectus
Atractodes intersectus là một loài tò vò trong họ Ichneumonidae.